# Arrondissement Arlon
Arrondissement Arlon (francouzsky: Arrondissement d'Arlon; nizozemsky: Arrondissement Aarlen; německy: Bezirk Arlon) je jeden z pěti arrondissementů (okresů) v provincii Lucemburk v Belgii.
Jedná se o politický a zároveň soudní okres. Soudní okres Arlon ještě zahrnuje obce politického okresu Virton.

## Obyvatelstvo
Počet obyvatel k 1. lednu 2017 činil 61 899 obyvatel. Rozloha okresu činí 317,28 km².

## Obce
Okres Arlon sestává z těchto obcí:
- Arlon
- Attert
- Aubange
- Martelange
- Messancy